# La Pola de Gordón
La Pola de Gordón és un municipi de la província de Lleó, a la comunitat autònoma de Castella i Lleó. Inclou les poblacions de Los Barrios, Beberino, Buiza, Cabornera, Ciñera, Folledo, Geras, Huergas, Llombera, Nocedo, Paradilla, Peredilla, La Pola, Santa Lucía, Vega, La Vid i Villasimpliz.

## Demografia
| 1991 |  | 1996 |  | 2001 |  | 2004 |  | 2007 |
| ---- |  | ---- |  | ---- |  | ---- |  | ---- |
| 5965 |  | 5471 |  | 4719 |  | 4422 |  | 4220 |